# آر. ستانتون هيلز
آر. ستانتون هيلز (بالإنجليزية: Stan Hales)‏ هو رياضياتي أمريكي، ولد في 16 مارس 1942.